# Cantón de Lannemezan
El cantón de Lannemezan era una división administrativa francesa, que estaba situada en el departamento de Altos Pirineos y la región de Mediodía-Pirineos.

## Composición
El cantón estaba formado por veintiséis comunas:
- Artiguemy
- Benqué
- Bonnemazon
- Bourg-de-Bigorre
- Campistrous
- Capvern
- Castillon
- Chelle-Spou
- Clarens
- Esconnets
- Escots
- Espieilh
- Fréchendets
- Gourgue
- Lagrange
- Lannemezan
- Lutilhous
- Mauvezin
- Molère
- Péré
- Pinas
- Réjaumont
- Sarlabous
- Tajan
- Tilhouse
- Uglas

## Supresión del cantón de Lannemezan
En aplicación del Decreto nº 2014-242 de 25 de febrero de 2014, el cantón de Lannemezan fue suprimido el 22 de marzo de 2015 y sus 26 comunas pasaron a formar parte; diecisiete del nuevo cantón de El Valle del Arros y de los Baïes, ocho del nuevo cantón de El Valle de la Barousse y una del nuevo cantón de Neste, Aure y Louron.